# Koipsi
Koipsi eller Koipse (estniska: Koipsi saar, Koipse saar)  är en ö i Jõelähtme kommun i landskapet Harjumaa i norra Estland, ca 30 kilometer öster om huvudstaden Tallinn. Ön ligger i Finska viken, norr om udden Kaberneem, mellan de båda närliggande öarna Ramö och Rohusi.
I kyrkligt hänseende hör ön till Kuusalu församling inom den Estniska evangelisk-lutherska kyrkan.

## Orter
På Koipsi finns en by med samma namn som ön vars område omfattar hela ön och dess bebyggelse. Vid folkräkningen 2011 räknades byn (och ön) som obebodd.

## Galleri

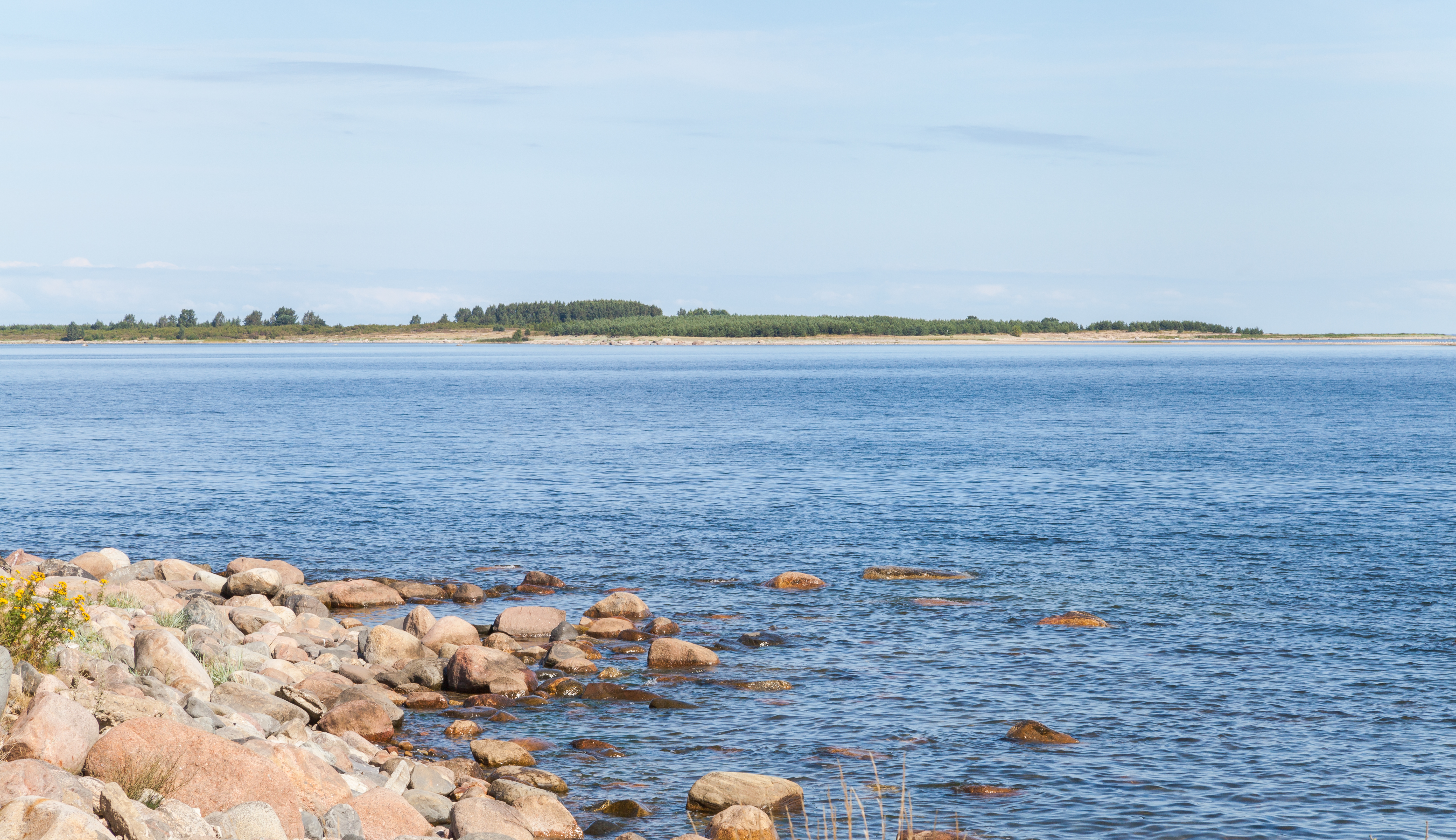
Koipsi sedd från udden Kaberneem.
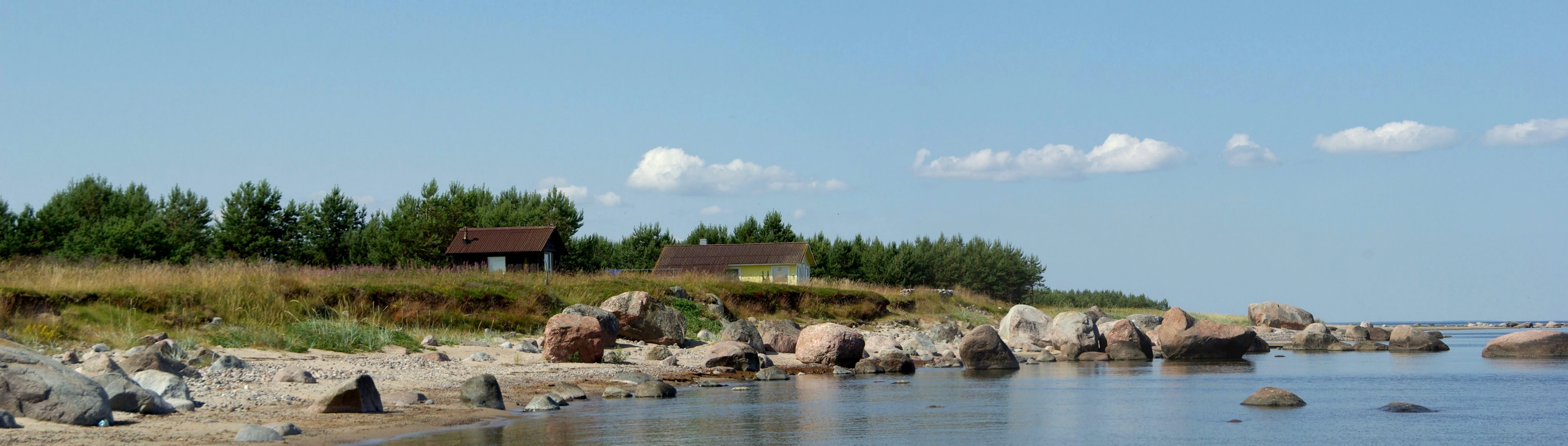
Byn Koipsi.

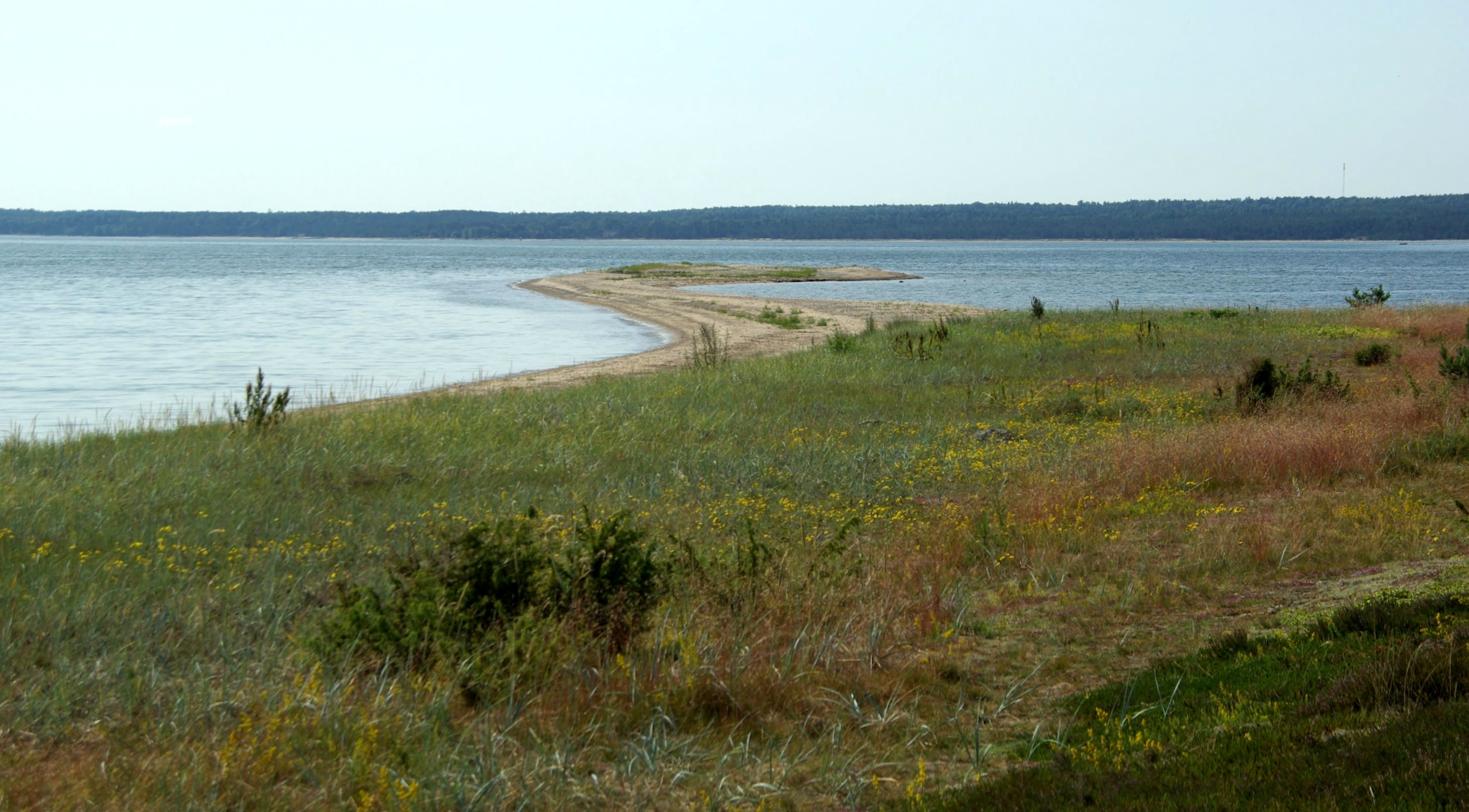
Udden Tallisäär.
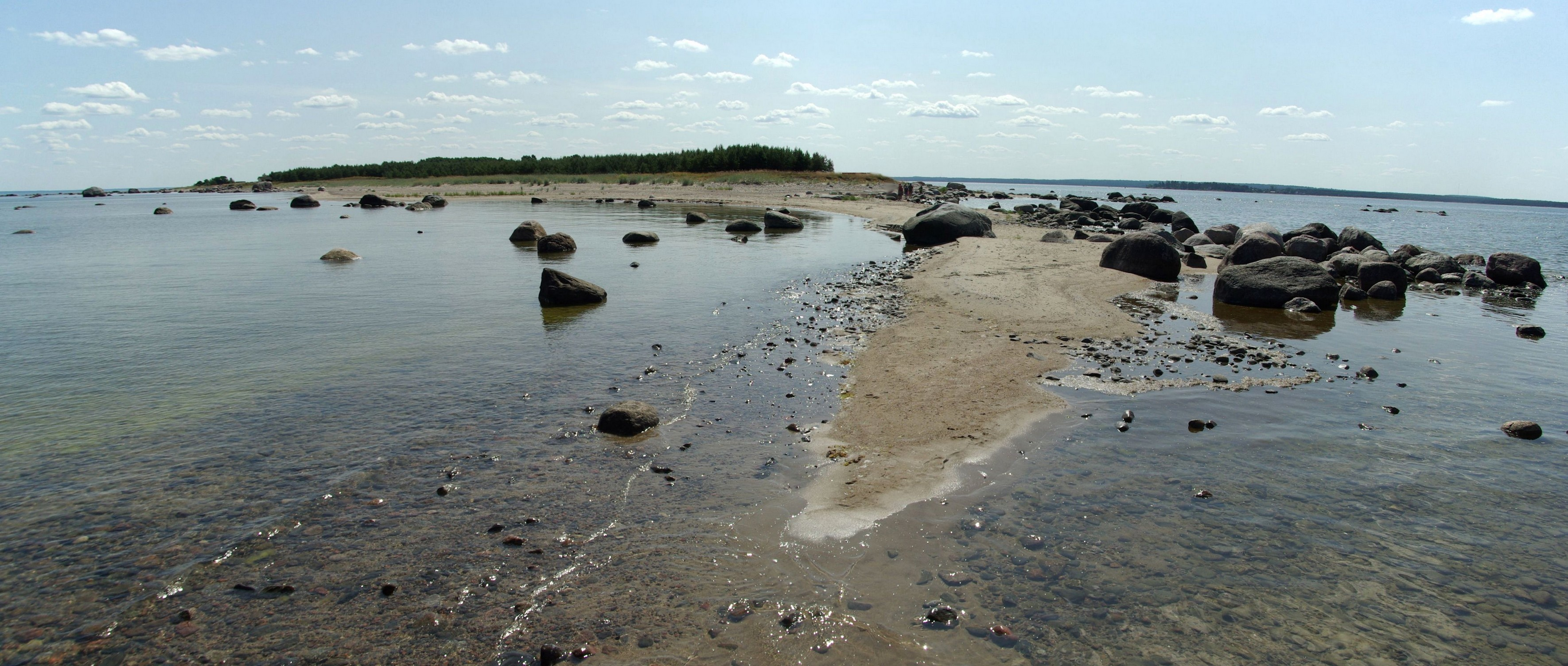
Udden Loetsäär.